# 梁邦彦
梁邦彥（韩语：／ Yang Bang-ean，日语：／ Ryo Kunihiko，1960年1月1日—）是一位在日朝鮮人，出生於东京，血型O型。祖籍韩国济州岛，从祖父一代开始侨居日本。侨居日本的朝鲜族可以选择韩国或朝鲜为国籍，梁邦彦父亲选择了朝鲜国籍；母亲家乡在朝鲜新义州却选择了韩国国籍；梁邦彦跟随父亲选择了朝鲜国籍并就读于朝总联创办的学校。他是一位音乐家，曾为多部影视作品做过背景音乐。

## 经历
梁邦彥从小就喜好音乐，5岁学习钢琴。并在早稻田高中之后，于1980年至1984年就读于日本医科大学。大学毕业之后，在医院工作一年之后，就开始自己的音乐创作。梁邦彦的音乐风格多变，包含爵士音乐、古典音乐等。在1986年，他还参加了濱田省吾的专辑的音乐录制。
此后梁邦彦开始创作了多部影视剧和动画片的背景音乐的创作，如成龙的电影《霹雳火》，动画片《十二国记》、《彩云国物语》、《奇幻旅程》、《艾玛》等。製作Beyond三張音乐專輯《繼續革命》、《樂與怒》及《二樓後座》。
1996年创作了个人第一部音乐专辑《The Gate Of Dreams》。这部专辑完全体现了梁邦彦的音乐才华，专辑中音乐融合了世界多种音乐风格。
梁邦彦之后，又发行了7部个人音乐专辑，他的第四部专辑《Pan-O-Rama》中的歌曲《Frontier！》曾经做过2002年釜山亚运会的主题音乐，该张专辑销量出色，当时在各大音乐排行榜、新世纪音乐榜排第一名。

## 作品

### 个人音乐专辑
- 1996年 《The Gate Of Dreams》（梦之入口）
- 1997年 《The Wings of Mirage》
- 1998年 《Into the Light》
- 1999年 《ONLY HEAVEN KNOWS》（只有天堂）
- 2001年 《Pan-O-Rama》
- 2002年 精选集《Piano Sketch》（钢琴素描）
- 2004年 《ECHOES》（回声）
- 2009年 《Timeless Story》 (永恒的故事)

### 影视原声音乐
- 1994年 香港电视剧《精武门》
- 1995年 《霹雳火》
- 1997年 电视剧《スカーレット》
- 2001年 韩国电视剧《商道》
- 2002年 动画片《十二国記》

《十二幻夢組曲》
《十二幻夢絵巻》
- 2003年 《十二国記》

《十二国記　夜想月雫～Piano Memories》
《十二国記　蓬山遠景～胡弓Memories》
《十二国記　月迷风影》
- 2004年 动画片《五尾狐》
- 2005年 动画片《英国恋物语》
- 2005年 纪录片《瓷器》（KBS），两张分别为远古、宇宙
- 2006年 动画片《彩云国物语》
- 2007年 电影《千年鹤》
- 2007年 纪录片《茶马古道》（KBS）
- 2009年 动画片《信蜂》
- 2011年 动画片《Level E》
- 2014年 动画片《晨曦公主》

### 游戏背景音乐
- 2006年 游戏《天下贰》
- 2008年 游戏《Aion》（永恒之塔）